# قائمة مؤلفات الشيخ المفيد
صنّف الشيخ المفيد وهو من أبرز المتكلمين والفقهاء الشيعة العديد من التصانيف في مختلف المجالات الدينية والتي بلغت إلى 175 كتاب ورسالة كما قال تلميذه النجاشي

## المؤلفات
سيد احبك وعلي
2.الأركان في دعائم الدين.
3.كتاب الإيضاح في الإمامة.
4.كتاب الإفصاح في الإمامة.
5.المقنعة
6.كتاب العيون والمحاسن.
7.كتاب الفصول من العيون والمحاسن.
8.كتاب النقض على الجاحظ.
9.كتاب نقض المروانية.
10.كتاب نقض فضيلة المعتزلة.
11.كتاب المسائل الصاغانية.
12.كتاب مسائل النظم.
13.كتاب المسألة الكافئة في إبطال توبة الخاطئة.
14.كتاب النقض على ابن عباد في الإمامة.
15.كتاب النقض على علي بن عيسي الرماني.
16.كتاب النقض على أبي عبد الله البصري كتابه في المتعة.
17.كتاب الموجز.
18.كتاب مختصر المتعة.
19.كتاب مناسك الحج.
20.كتاب مناسك الحج المختصر.
21.كتاب المسائل العشرة في الغيبة.
22.كتاب مختصر في الغيبة.
23.كتاب مسألة في المسح على الرجلين.
24.كتاب مسألة في نكاح الكتابيات.
25.كتاب جمل الفرائض.
26.كتاب مسألة في الإرادة.
27.كتاب مسألة في الأصلح.
28.كتاب أصول الفقه.
29.كتاب الموضح في الوعيد.
30.كتاب كشف الألباس.
31.كتاب كشف السرائر.
32.كتاب الجمل.
33.كتاب لمح البرهان.
34.كتاب مصابيح النور.
35. كتاب الأشراف.
36. كتاب الفرائض الشرعية.
37. كتاب النكت في مقدمات الأصول.
38. كتاب إيمان أبي طالب.
39. كتاب مسائل أهل الخلاف.
40. كتاب‌ أحكام النساء.
41. كتاب عدد الصوم والصلاة.
42. كتاب الرسالة إلى أهل التقليد.
43. كتاب التمهيد.
44. كتاب الانتصار.
45. كتاب الكلام في الإنسان.
46. كتاب الكلام في وجوه إعجاز القرآن.
47. كتاب الكلام في المعدوم.
48. كتاب الرسالة العلوية.
49. كتاب أوائل المقالات في المذاهب والمختارات.
50. كتاب بيان وجوه الأحكام.
51. كتاب المزار الصغير.
52. كتاب الاعلام بما اتفقت عليه الامامية من الاحكام.
53. كتاب جواب المسائل في اختلاف الأخبار.
54. كتاب العويص في الأحكام.
55. رسالة الجنيدي إلى أهل مصر.
56. كتاب النصرة في فضل القرآن.
57. كتاب جوابات أهل الدينور (دينور).
58. كتاب جوابات أبي جعفر القمي.
59. كتاب جوابات علي بن نصر العبد جاني (الغند جاني).
60. كتاب جوابات الأمير أبي عبد الله.
61. كتاب جوابات الفارقيين في الغيبة.
62. كتاب نقض الخمس عشرة مسألة على البلخي.
63. كتاب نقض الإمامة على جعفر بن حرب.
64. كتاب جوابات ابن نباتة.
65. كتاب جوابات الفيلسوف في الاتحاد.
66. كتاب جوابات أبي الحسن سبط المعافي بن زكريا في إعجاز القرآن.
67. كتاب جوابات أبي الليث الأواني.
68. الكلام على الجبائي في المعدوم.
69. كتاب جوابات النضر بن بشير في الصيام.
70. النقض على الواسطي.
71. كتاب الإقناع في وجوب الدعوة.
72. كتاب المزورين عن معاني الأخبار.
73. كتاب جوابات أبي الحسن النيسابوري (النيشابوري).
74. كتاب البيان في تأليف القرآن.
75. كتاب جوابات الترقفي في فروع الفقه.
76. الرد على ابن كلاب في الصفات.
77. كتاب النقض على الطلحي في الغيبة.
78. كتاب في إمامة أمير المؤمنين عليه السلام من القرآن.
79. كتاب في تأويل قوله تعالى فَسْئَلُوا أَهْلَ الذِّكْرِ.
80. المسألة الموضحة عن أسباب نكاح أمير المؤمنين عليه السلام.
81. كتاب الرسالة المقنعة في وفاق البغداديين من المعتزلة لما روي عن الأئمة عليهم السلام.
82. كتاب جوابات مقاتل بن عبد الرحمن عما استخرجه من كتب الجاحظ.
83. كتاب جوابات بني عرقل (عرقان).
84. المسألة على الزيدية.
85. المجالس المحفوظة في فنون الكلام.
86. كتاب الأمالي.
87. كتاب نقض كتاب الأصم في الإمامة.
88. كتاب جوابات مسائل اللطيف من الكلام.
89. كتاب الرد‌ على الخالدي في الإمامة.
90. كتاب الاستبصار فيما جمعه الشافعي.
91. كتاب الكلام في الخبر المختلق بغير أثر.
92. كتاب الرد على العتيقي في الشوري.
93. كتاب أقسام مولى في اللسان.
94. كتاب جوابات أبي الحسن الحصيني.
95. مسائل الزيدية.
96. كتاب [جوابات] المسألة في أقضى الصحابة.
97. مسألة في تحريم ذبائح أهل الكتاب.
98. كتاب مسألة في البلوغ.
99. كتاب مسألة في العترة.
100. كتاب الزاهر في المعجزات.
101. كتاب جوابات أبي جعفر محمد بن الحسين الليثي.
102. النقض على غلام البحراني في الإمامة.
103. كتاب النقض على النصيبي في الإمامة.
104. كتاب مسألة في النص الجلي.
105. كتاب الكلام في حدث (حدوث) القرآن.
106. كتاب جوابات الشرقيين في فروع الدين.
107. كتاب مقابس الأنوار في الرد على أهل الأخبار.
108. الرد على الكرابيسي في الإمامة.
109. كتاب الكامل في الدين.
110. كتاب الافتخار.
111. الرد على القتيبي في الحكاية والمحكي.
112. كتاب الرد على الجبائي في التفسير.
113. كتاب الجوابات في خروج الإمام المهدي (عج).
114. كتاب الرد على أصحاب الحلاج.
115. كتاب تاريخ الشريعة.
116. كتاب تفضيل الأئمة على الملائكة.
117. كتاب المسألة الجنبلية.
118. كتاب قضية العقل على الأفعال.
119. مسألة محمد بن الخضر الفارسي.
120. كتاب جوابات أهل طبرستان.
121. كتاب في الرد على الشعيبي.
122. كتاب جوابات أهل الموصل في العدد والرؤية.
123. كتاب مسألة في تخصيص الأيام.
124. كتاب مسألة في معني قول النبي (ص) أصحابي كالنجوم.
125. كتاب مسألة فيما روته (رواه) العامة.
126. كتاب مسألة في القياس مختصر.
127. كتاب المسألة الموضحة في تزويج عثمان.
128. كتاب الرد على ابن عون في المخلوق.
129. كتاب مسألة في معنى قوله (ع) إني مخلف فيكم الثقلين.
130. كتاب مسألة في خبر مارية.
131. كتاب في قوله (ص) أنت مني بمنزلة هارون من موسى.
132. كتاب جوابات ابن الحمامي.
133. كتاب في الغيبة.
134. كتاب في تفضيل أمير المؤمنين عليه السلام على سائر أصحابه.
135. كتاب مسألة في قوله المطلقات.
136. كتاب جوابات (جواب) المافروخي في المسائل.
137. كتاب جواب (جوابات) ابن واقد السني.
138. كتاب الرد على ابن رشيد في الإمامة.
139. كتاب الرد على ابن الإخشيد في الإمامة.
140. كتاب مسألة في الإجماع.
141. كتاب مسألة في ميراث النبي (ص).
142. الأجوبة عن المسائل الخوارزمية.
143. كتاب الرسالة إلى الأمير أبي عبد الله وأبي طاهر بن ناصر الدولة في مجلس جرى في الإمامة.
144. كتاب مسألة في معرفة النبي (ص) بالكتابة.
145. مسألة في وجوب الجنة لمن تنسب ولادته إلى النبي (ص).
146. كتاب الكلام في دلائل القرآن.
147. جواب الكرماني في فضل النبي (ص) على سائر الأنبياء.
148. كتاب العمد في الإمامة.
149. مسألة في انشقاق القمر وتكليم الذراع.
150. كتاب مسألة في المعراج.
151. مسألة في رجوع الشمس.
152. المسألة المقنعة في إمامة أمير المؤمنين.
153. كتاب الرسالة الكافية في الفقه.
154. المسائل الحرانية.
155. الرسالة العزية.
156. كتاب النصرة لسيد العترة.
157. مسألة في المواريث.
158. كتاب البيان عن غلط قطرب في القرآن.
159. مسألة في الوكالة.
160. كتاب في القياس.
161. شرح كتاب الإعلام.
162. النقض على ابن الجنيد في اجتهاد الرأي.
163. كتاب جواب أبي الفرج بن إسحاق عما يفسد الصلاة.
164. نهج البيان عن سبل [سبيل] الإيمان.
165. كتاب المسائل الواردة عن أبي عبد الله محمد بن عبد الرحمن الفارسي المقيم بالمشهد بالنوبندجان.
166. كتاب مناسك الحج.
167. عمد مختصره على المعتزلة في الوعيد.
168. كتاب جواب أهل جرجان في تحريم الفقاع.
169. الرد على أبي عبد الله البصري في تفضيل الملائكة.
170. كتاب الكلام في أن المكان لا يخلو من متمكن.
171. جواب أهل الرقة في الأهلة والعدد.
172. كتاب جواب أبي محمد الحسن بن الحسين النوبندجاني المقيم بمشهد عثمان.
173. كتاب جواب (جوابات) أبي الفتح محمد بن علي بن عثمان.
174. النقض على الجاحظ.